# Невиправний
«Невиправний» (фр. «L'Incorrigible») — французька кінокомедія 1975 року, режисера Філіппа де Брока́, за романом 1973 року «Ах… мій хлопче!» Алекса Вару, з Жаном-Полем Бельмондо у головній ролі.

## Сюжет
Віктор Вотьє (Жан-Поль Бельмондо) — симпатичний шахрай від бога. Він талановитий актор, здатний зіграти будь-яку роль — адвоката, приватного детектива, садівника і навіть трансвестита, якщо це приносить йому гроші. Він щойно вийшов з в'язниці, однак змушений терпіти контроль з боку представника поліції — Марі-Шарлотти Понталек (Женев'єв Бюжо). Віктор і Марі-Шарлотта швидко відчули взаємний потяг. Однак це не завадило Вікторові за намовою свого духовного батька — дядька Каміля (Жульєн Гійомар), скористатися своєю близькістю до Марі-Шарлотти, щоб викрасти з музею у Санлісі безцінний триптих роботи Ель Греко, де директором працює її батько. За одержані від викупу за триптих гроші вони мають намір побудувати морську греблю, щоб захистити острів Мон-Сен-Мішель. Що зробить Марі-Шарлотта, коли зрозуміє, що Віктор використав її, щоб здійснити свою аферу?

## Ролі виконують
- Жан-Поль Бельмондо — Віктор Вотьє
- Женев'єв Б'южо — Марі-Шарлотта Понталек
- Жульєн Гійомар — дядько Каміль
- Шарль Жерар — Рауль
- Данієль Секальді — комісар поліції
- Капуcін — Елен
- Альберт Сімоно — пан Понталек
- Андреа Ферреоль — Тетяна Негулеску
- Мішель Бон — міністр
- Паскаль Робертс — Адрієнна
- Марія Меріко — мадам Флоринда
- Дора Дол — Тереза, касирка у барі
- Марк Дудікур — другорядна роль
- Роже Ріффар — другорядна роль
- Моріс Травай — другорядна роль
- Катрін Альрік — другорядна роль
- Моріс Озель — другорядна роль
- Мадлен Барбюле — другорядна роль
- Філіп Брізар — другорядна роль
- Робер Дальбан — Фредді
- Анна Гайлор — мадам Понталек
- Катрін Лашан — другорядна роль
- Лора Мутуссамі — другорядна роль
- Жан-П'єр Рамбаль — Люсьєн, дворецький Елен
- Вероніка Дансьє — другорядна роль
- Жерар Дурнель — другорядна роль
- Бернадет Робер — другорядна роль
- Елізабет Тейсьє — Сібіл
- Анемон — другорядна роль
- Клод Брюле — Моррісон
- Мішель Шаррель — другорядна роль
- Себастьєн Флош — другорядна роль
- Мішель Франсіні — другорядна роль
- Ерве Жоллі — другорядна роль
- П'єр Монкорб'є — другорядна роль
- Роже Мюні — другорядна роль
- Бернар Мюсон — другорядна роль
- Луїзетт Руссо — другорядна роль
- Ібраїм Сек — африканський міністр
- Франсуа Віо — другорядна роль
- Жорж Якубян — другорядна роль
- Дані Бернар — другорядна роль
- Гі-П'єр Міньор — другорядна роль
- Моріс Назіль — другорядна роль
- Паскаль Ріво — другорядна роль
- Сільвен Сальнав — другорядна роль

## Знімальна група
- Режисер — Філіпп де Брока
- Сценаристи — Мішель Одіар, Філіпп де Брока
- Оператор — Жан Пензер
- Композитор — Жорж Дельрю
- Художник — Франсуа де Ламот
- Продюсери — Робер Амон, Жорж Дансіжер, Олександр Мнушкін, Жан-Поль Бельмондо

## Навколо фільму
- У місті Санліс нема ніякого «Музею міста Санліс», яким міг би керувати пан Понталек, однак там є спеціалізовані музеї: «Музей мистецтва та археології», «Музей Венері» (Vénerie) та «Музей Спаї» (Spahis).
- Також у місті є монастир святого Вікентія ХІ ст., який заснувала дочка київського князя Ярослава Мудрого та королева Франції Анна. В містечку знаходиться її могила, а також пам'ятник, подарований Україною в 2005 році.[1][2].

## Нагороди
- 1977 Премія «Золотий екран» Національної федерації кінотеатрів Німеччини[3]